# 適合
| ウィキペディアには「適合」という見出しの百科事典記事はありません（タイトルに「適合」を含むページの一覧/「適合」で始まるページの一覧）。 代わりにウィクショナリーのページ「適合」が役に立つかもしれません。 |